# Scottish Women's Hospitals

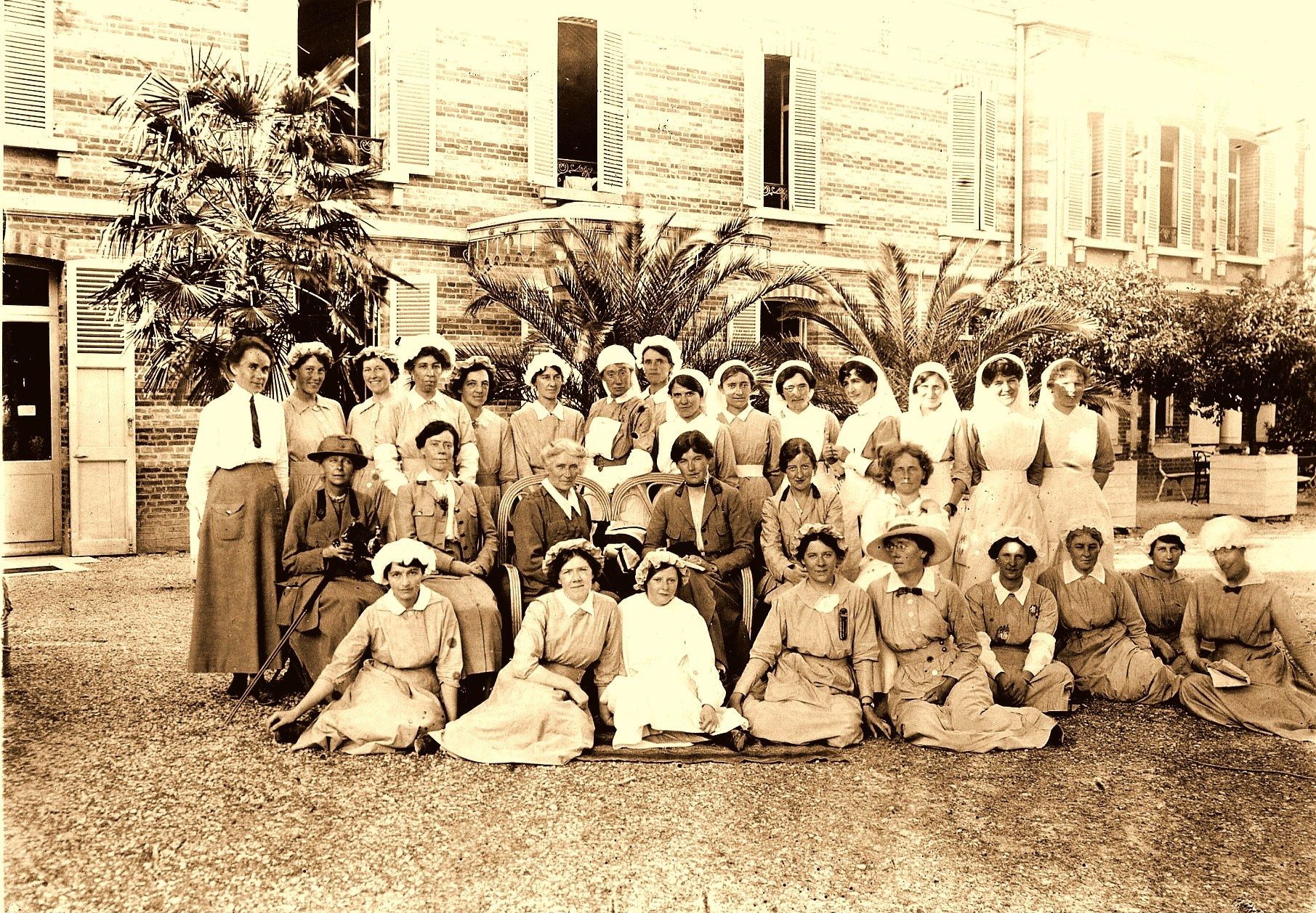
Une partie du personnel devant le Château de Chanteloup en août 1915.

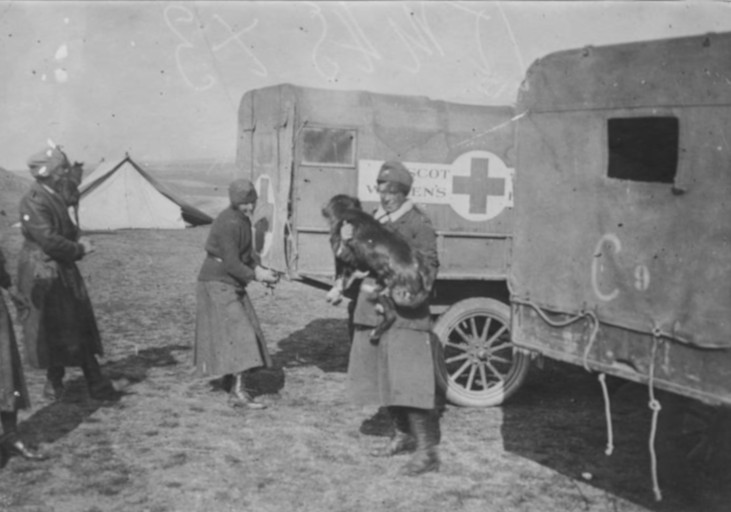
Ambulance en Macédoine pendant l'expédition de Salonique en avril 1917.

Le mouvement du Scottish Women's Hospitals for Foreign Service fut créé le 12 août 1914 à Édimbourg en Écosse par des sociétés suffragistes écossaises en vue de créer des hôpitaux militaires tenus entièrement par des femmes. Il soutint les Alliés de la Première Guerre mondiale. Une de ses premières missions intervint en France à Sainte-Savine (Aube) dans le domaine de Chanteloup où fut établi un hôpital sous tentes : l’hôpital des Dames écossaises de Chanteloup. Par la suite, des équipes furent envoyées en Grèce, Serbie, Russie et Roumanie. 

## Historique

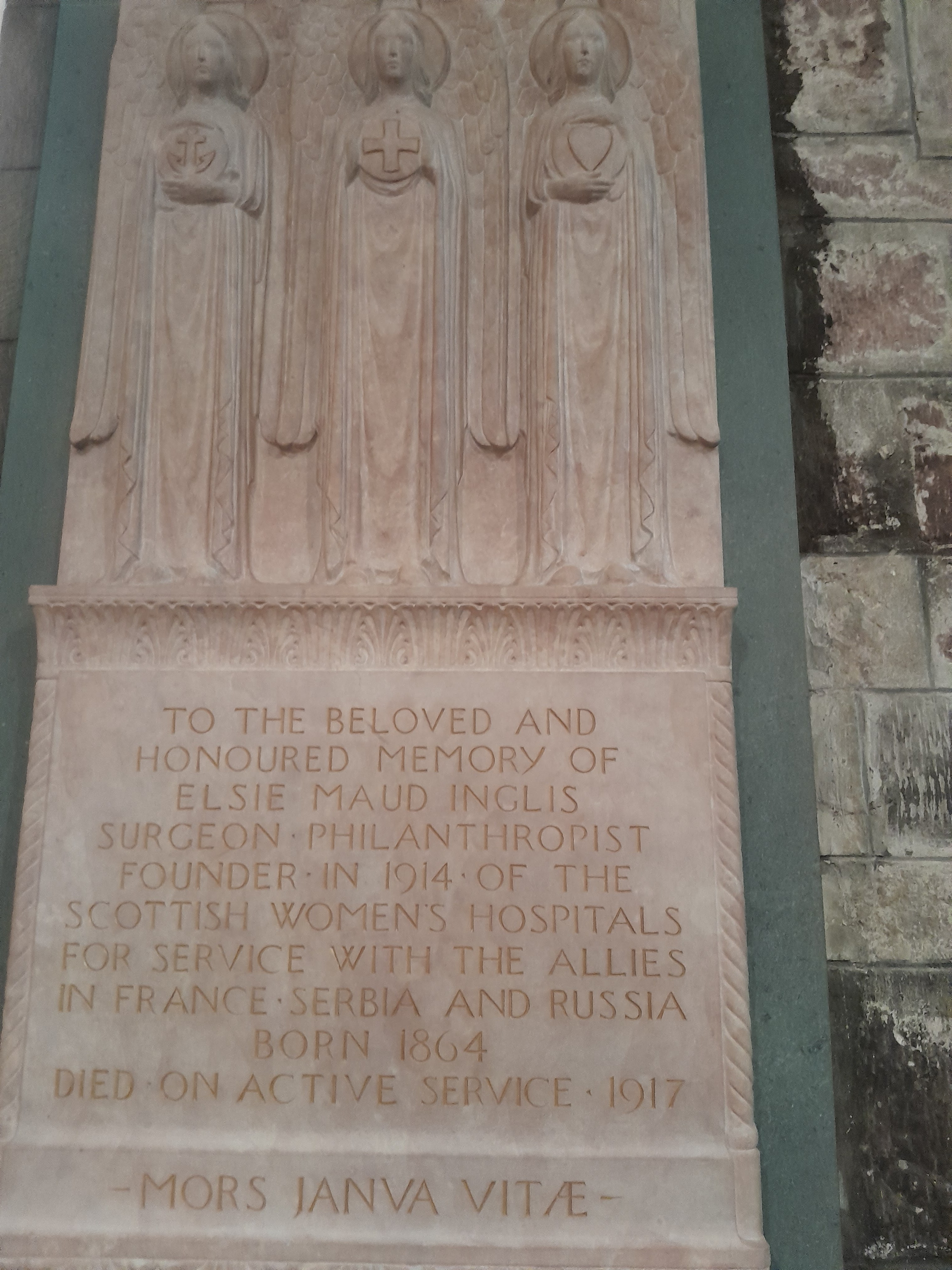

Le mouvement du Scottish Women’s Hospitals fut créé le 12 août 1914 à Édimbourg en Écosse par des sociétés suffragistes écossaises. Le docteur Elsie Inglis, à l’initiative de cette fondation, proposa la constitution d’équipes médicales entièrement féminines servant sur le front.  Mrs. Inglis s’adressa au ministère britannique de la guerre qui rejeta l’offre de service de ces militantes féministes. Le SWH se tourna alors vers d’autres nations alliées et notamment la France. Le SWH a été un mouvement médical et humanitaire atypique et complètement inédit. Les femmes qui ont écrit son histoire ont été sous estimées au début du conflit. Leur courage, leurs compétences et leur dévouement leur ont ensuite valu la reconnaissance et ont contribué à faire avancer la cause des femmes, en particulier en Grande-Bretagne.
Pendant toute la durée du conflit le SWH fut en mesure de déployer 14 unités médicales en France (Calais, Royaumont, Sainte-Savine, Ajaccio et Sallanches), à Malte, en Roumanie, en Russie, en Grèce et en Serbie.

### En France

#### UnitéGirton and NewnhamduScottish Women’s Hospitals
L’expérience réussie de l’hôpital installé, en France, à partir de décembre 1914 à l’Abbaye de Royaumont, sous le  nom d'hôpital auxiliaire no 301 (en), incita le service de santé militaire français à demander au Scottish Women’s Hospitals l’envoi d’une nouvelle unité en France près de Troyes. Des étudiants anciens et actuels de Girton et Newnham, deux collèges pour femmes de l’Université de Cambridge, étaient parvenus à collecter près de 1 800 £. Cette somme considérable permit au SWH de créer l’unité Girton and Newnham.  Le personnel était entièrement féminin et britannique. Il comptait une soixantaine de femmes, dont 4 doctoresses, 2 chirurgiennes, une bactériologiste, une pharmacienne, une responsable de la radiographie, des infirmières, des aides-soignantes, des conductrices de véhicules sanitaires, des brancardières, du personnel administratif... 
L’unité Girton and Newnham se mit au service de l’armée française à partir du printemps 1915. Le Domaine de Chanteloup, à Sainte-Savine (près de Troyes), en France, fut sa première affectation. L’hôpital auxiliaire bénévole 301 y fonctionna du 9 juin au 5 octobre 1915.

#### Troyes, ville-hôpital
À l'arrière du front, en France, Troyes devint, dès août 1914, une véritable "ville hôpital". Le service de santé militaire décida d’y faire converger une partie des évacués. Des centres de soins furent alors installés dans la ville, le plus souvent dans des établissements scolaires. Une vingtaine d’hôpitaux fut mise en place, proposant en tout près de 4 000 lits. 
L'hôpital auxiliaire bénévole no 301 tînt une place originale dans ce dispositif. Il fut le seul hôpital troyen installé sous tentes et son personnel entièrement féminin venait de Grande-Bretagne. Le site retenu pour accueillir cette formation hospitalière de 200 lits fut le domaine de Chanteloup, à Sainte-Savine, commune limitrophe et très proche de la gare de Troyes.

#### Le domaine de Chanteloup
Le domaine de Chanteloup était une propriété de quatre hectares comportant un bois, une « grande pelouse », une habitation bourgeoise appelé « château » et des dépendances. Mise en vente en juin 1914 la propriété ne trouva pas d’acquéreur. L’armée put donc réquisitionner ce site inhabité.

#### Un hôpital sous tentes
Une douzaine de tentes fut aménagée sur les pelouses du domaine. Chacune abritait une vingtaine de lits métalliques. Certaines étaient réservées à l’unité de chirurgie, d’autres à celle de médecine. Les patients accueillis étaient tous des soldats français. L'orangerie fut vidée et transformée en salle d'opérations.  On installa dans le château le service administratif, la pharmacie, le laboratoire bactériologique... 
Les docteurs Anne Louise McIlroy et Laura Sandeman étaient respectivement responsables du service de chirurgie et du service médical. Katherine Harley, la sœur du Maréchal French, était la directrice administrative. La physicienne irlandaise Edith Anne Stoney la responsable du service de radiologie. 
Le nombre de 174 blessés accueillis, le plus important enregistré, fut atteint à la fin de septembre 1915, quelques jours après le déclenchement des offensives de la seconde bataille de Champagne. « Nous étions submergées par les blessés français venus directement des postes de secours du front, les blessés légers étant envoyés plus loin dans le Midi ».

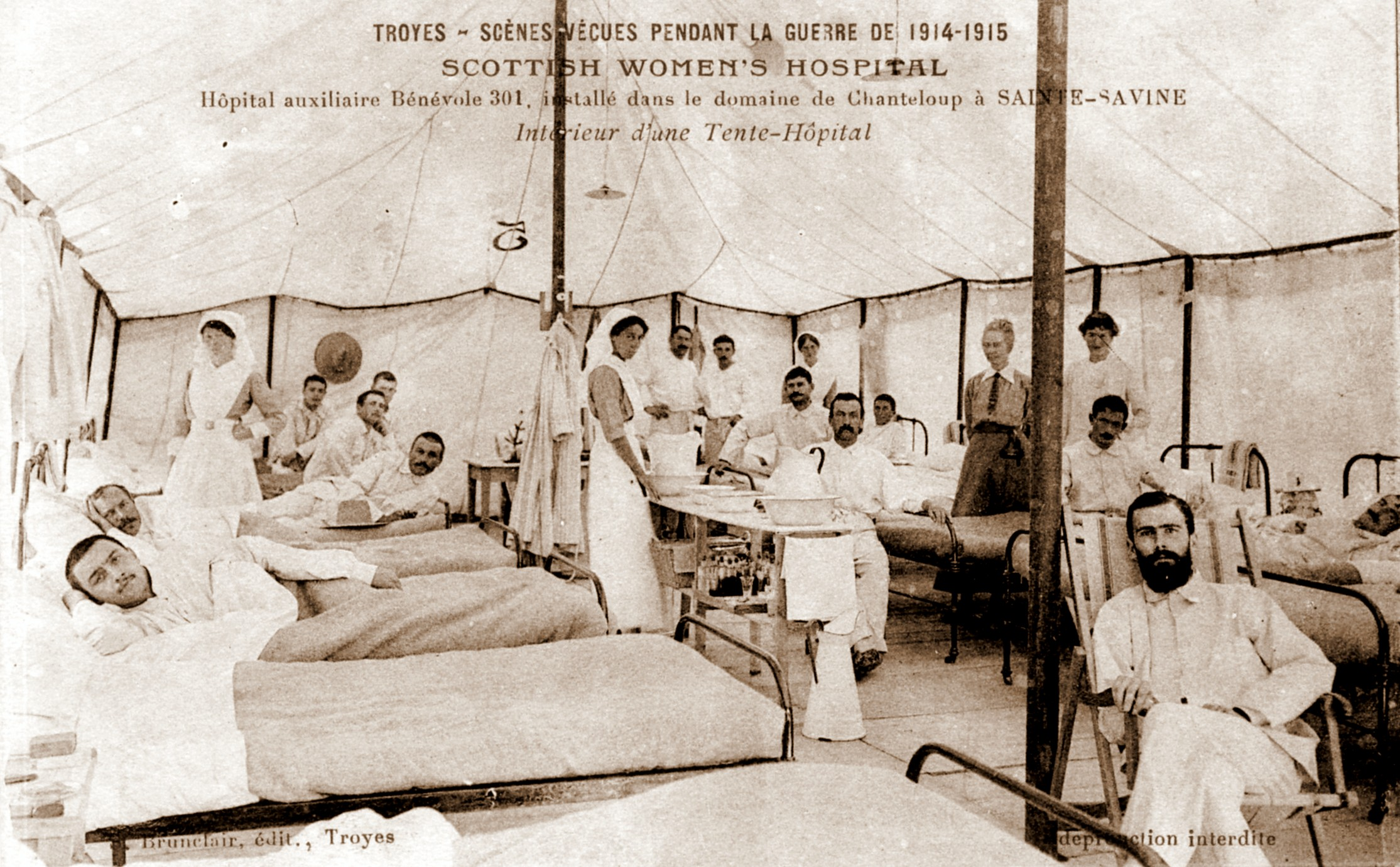
À l'intérieur de la tente hôpital no 5, 28 juillet 1915.

#### Des pratiques médicales innovantes
Les Dames écossaises mirent en œuvre des méthodes d’intervention d’avant-garde à une époque où la médecine militaire privilégiait encore les amputations. La physicienne Edith Stoney utilisait la radiographie qui permettait de gagner trente-six heures dans le diagnostic d’une éventuelle gangrène gazeuse.
La stéréoscopie était appliquée pour localiser précisément les balles ou les éclats d’obus : « … un instrument d’invention et de fabrication anglaise qui n’est en usage que depuis la guerre. Cet appareil comporte un récepteur absolument semblable à un récepteur téléphonique. L’opérateur l’applique à son oreille et fouillant la blessure avec une aiguille fine, il entend quand elle atteint le corps dur qui l’a causée. Cet appareil peut donc remplacer souvent dans de meilleures conditions de précision, les rayons X pour l’extraction des balles».
Dans cet hôpital on accordait au soleil un rôle primordial. Le traitement en plein air, approche thérapeutique plus souvent associée aux soins des tuberculeux dans les sanatoriums, était d’usage à Chanteloup. «Dans la matinée ont donne les bains de soleil. Les blessures sont exposées aux rayons directs du soleil pendant des périodes de temps déterminées. Les infirmières vont d’un patient à l’autre, veillant à ce que les écrans de gaze sur les blessures soient maintenus humides […] ainsi que pour les prémunir contre tout dépassement du temps imparti».
Le service de santé militaire apporta un soutien sans faille aux doctoresses écossaises et leur fit pleinement confiance. Ce dont témoigna Laura Sandeman, la responsable du service de médecine : « Aucun officier français n’a critiqué à aucun moment le travail médical ou chirurgical de l'hôpital. Une liberté totale de jugement nous est accordée pour le traitement des blessés et pour l'exécution de toutes les opérations».

### Dans les Balkans et en Russie

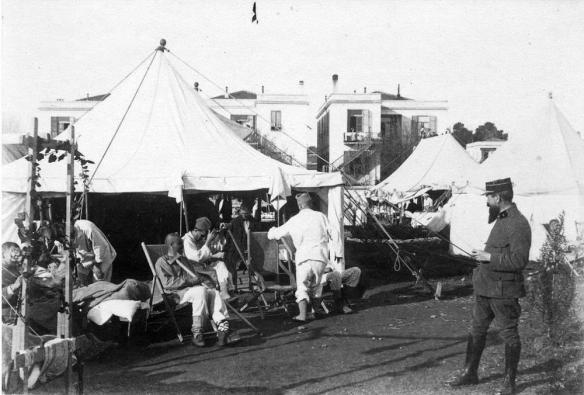
L'hôpital des SWH au camp de Salonique en 1916.

En mai 1915, Elsie Maud Inglis, avec une première équipe des SWH, partit travailler dans la Serbie en guerre où les besoins sanitaires étaient énormes.
L'expérience acquise en France convainquit les autorités françaises d'envoyer l’unité sur le front des Balkans, avec le corps expéditionnaire français, à Guevgueliya, en Serbie (de novembre à décembre 1915) puis à Salonique, en Grèce (de décembre 1915 à mars 1919).
Les SWH accompagnèrent la désastreuse retraite de l'armée serbe vers l'Adriatique pendant l'automne 1915, à travers les montagnes d'Albanie. Inglis et d'autres furent capturées mais rapatriées au Royaume-Uni en février 1916. En juillet 1916, le gouvernement serbe en exil leur demanda de reprendre leur travail auprès de la division serbe en constitution au sein de l'Armée impériale russe, sur le front de l'Est : après une traversée mouvementée de Liverpool à Arkhangelsk, puis par chemin de fer, elles rejoignirent le front en Dobroudja. La division serbe était formée principalement de transfuges serbes et autres Slaves du Sud de l'armée austro-hongroise : elle combattit principalement en Bessarabie et Moldavie. La petite colonne motorisée des SWH comprenait plusieurs membres de la première mission en Serbie dont Inglis, Lilian Chesney et Evelina Haverfield : elle n'avait que 7 médecins pour une division de 11 000 hommes. Leur hôpital de campagne se trouvait à Medgidia près de Constanța : il fut tout de suite submergé par une foule de blessés, Russes et Serbes, couverts de boue et de sang. La Croix-Rouge russe ne disposait que de peu de moyens et fut soulagée par l'arrivée des Dames écossaises. Elle opéraient très près du front et il arrivait que leurs ambulances subissent des bombardements aériens.
En 1917, la situation chaotique de la Russie dans la Première Guerre mondiale conduisit à évacuer la division serbe et les SWH par Arkhangelsk : Elsie Inglis, souffrant du cancer, mourut le 16 novembre 1917 au lendemain de son retour au Royaume-Uni. Les SWH, comprenant désormais trois équipes, la Girton et Newnham, une de volontaires américaines et une autre baptisée du nom d'Elsie Inglis, furent envoyée avec la division serbe sur le front de Salonique.

### Quelques «Dames écossaises»
Quelques personnalités marquantes firent partie du personnel de l’hôpital des Dames écossaises de Chanteloup :

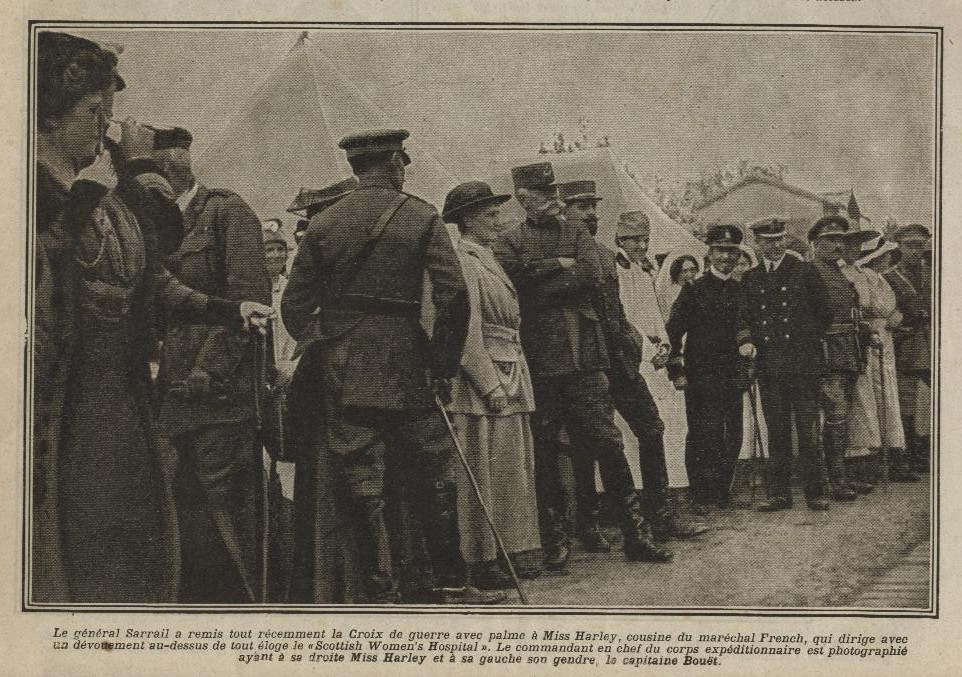
Miss Harley à Salonique.

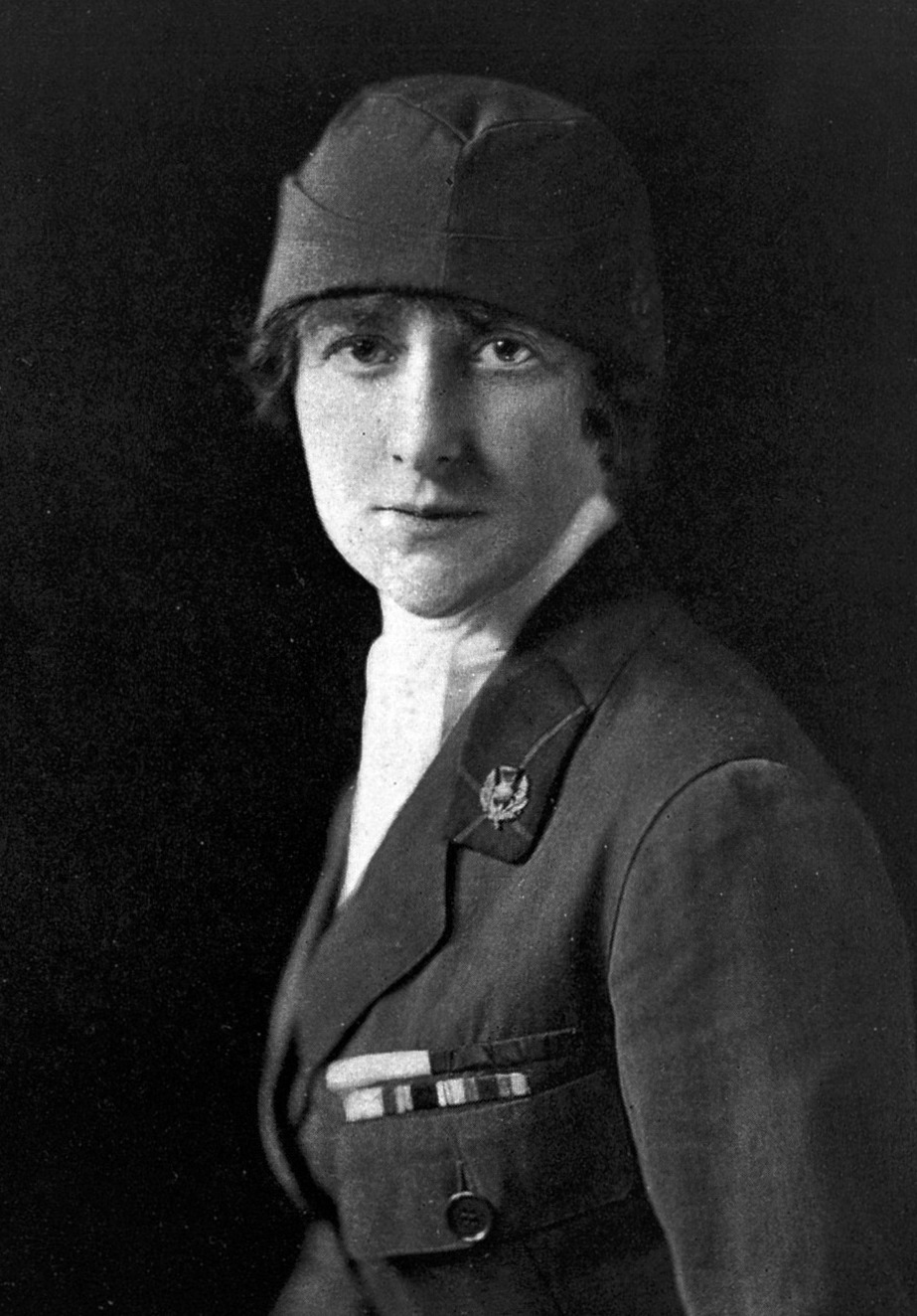
Miss Hutton.

| Isabel Emslie Hutton         | 1887-1960 | médecin                           | Mena après le conflit une brillante carrière de psychiatre et d’auteure. Consacra un chapitre à l'hôpital des Dames écossaises de Chanteloup dans ses mémoires de guerre.                                           |
| Katherine Mary Harley (en)   | 1855-1917 | directrice administrative         | Sœur du Maréchal French, commandant en chef des troupes britanniques en France au début de la guerre. Mrs Harley trouva la mort à Monastir (l’actuelle Bitola, en Macédoine) lors d’un bombardement le 7 mars 1917. |
| Honoria Somerville Keer (en) | 1883-1969 | chirurgienne                      | Servit à Sainte-Savine puis sur le Front d'Orient avant de devenir en avril 1918 la responsable médicale de l’hôpital SWH d’Ajaccio.                                                                                |
| Olive Kelso King (en)        | 1885-1958 | conductrice de véhicule sanitaire | S’engagea en 1917 dans l’armée serbe et devint dans ce pays une héroïne nationale. |
| Anne Louise McIlroy (en)     | 1874-1968 | chirurgienne en chef              | Dirigea l'unité Girton and Newnham à Sainte-Savine puis dans les Balkans. Devint en 1921 la première femme professeure de médecine de Grande-Bretagne.                                                              |
| Laura Stewart Sandeman (en)  | 1862-1929 | médecin en chef                   | Fut une des pionnières des femmes médecins au Royaume-Uni. |
| Edith Anne Stoney            | 1869-1938 | médecin radiologue                | Thérapeute de très grand renom. Fut une pionnière de l’utilisation de la radiographie et de la stéréoscopie dans le traitement des blessures de guerre.                                                             |